# 우리는 백조를 쏘고 있다
《우리는 백조를 쏘고 있다》는 1989년 2월 3일에 방영한 KBS 드라마게임이다.

## 줄거리
어느날 여성잡지사 기자인 이희재는 부장으로부터 잠적해 버린 배우 조연화의 추적기사를 쓰란 지시를 받는다. 희재는 연화의 측근으로부터 지난 5년간 재계의 거물인 정종우 사장을 만나왔다는 것을 확인하고, 임신한 아기를 일방적으로 지우도록 종용당해서 숨어있음을 알게 된다. 연화의 일을 사실대로 기사화하겠다고 약속한다.
하지만 기사가 나온 날 희재가 쓴 기사가 연화를 바람둥이처럼 묘사되어 결국 그녀가 매장당하도록 바뀐 기사를 보게 된다. 희재는 부장을 찾아가 따지나 오히려 감상적인 마음을 버리라는 말을 듣는다. 화가 난 희재는 부장을 때리고 나와 거리를 방황한다.

## 등장 인물

### 주요 인물
- 김주승 : 이희재 역
- 최미선 : 조연화 역

### 그 외 인물
- 한정국
- 김명곤
- 양재성 : 부장 역
- 강덕미
- 윤유선 : 희재의 동생 역
- 한경선
- 이한위 : 기자 역
- 안승훈 : 기자 역
- 이두섭 : 기자 역
- 이원설
- 박정웅
- 김순구
- 노주현 : 정종우 역
- 이한나